# Браславские озёра
Бра́славские озёра (бел. Бра́слаўскія азёры) — группа озёр на севере Беларуси в районе города Браслав. Они включают в себя десятки озёр общей площадью около 130 км² и объёмом, превышающим 540 млн м³. В основном озёра расположены в районе бассейна Друйки. Они соединены между собой маленькими речушками, ручьями и протоками. Национальный парк был основан в 1995 году.
Крупнейшие озёра — Дривяты, Снуды, Струсто. Туристами наиболее посещаемы озёра: Цно, Недрово и Богинское.
В районе озёр обитают редкие животные, включённые в Красную книгу Белоруссии, в них водится много рыб — судак, лещ, плотва, щука, угорь и др.
Озёра находятся на территории национального парка «Браславские озёра», занимающего около 71,5 тыс. гектаров. На берегах расположено множество баз отдыха.

## Галерея

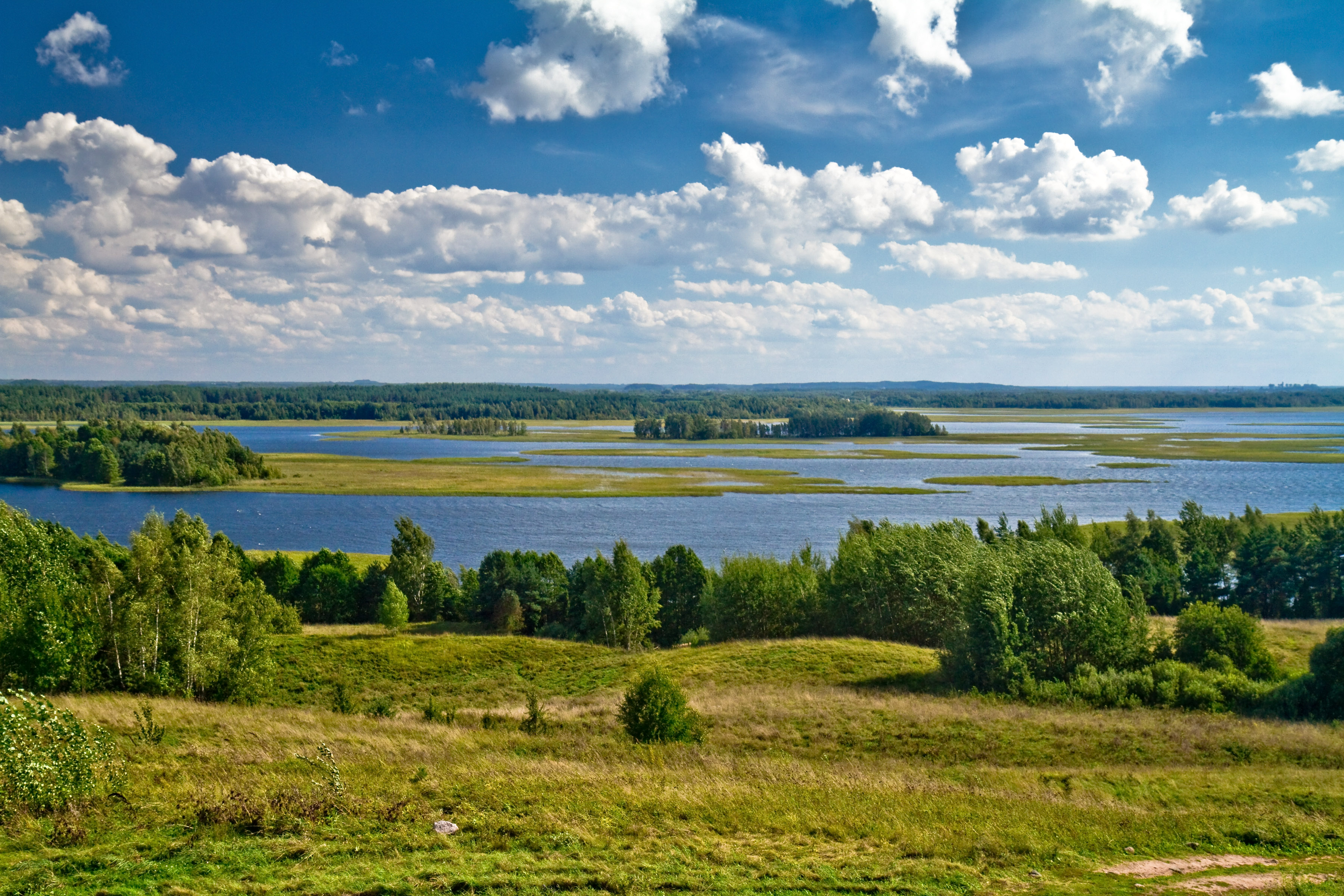
Струсто
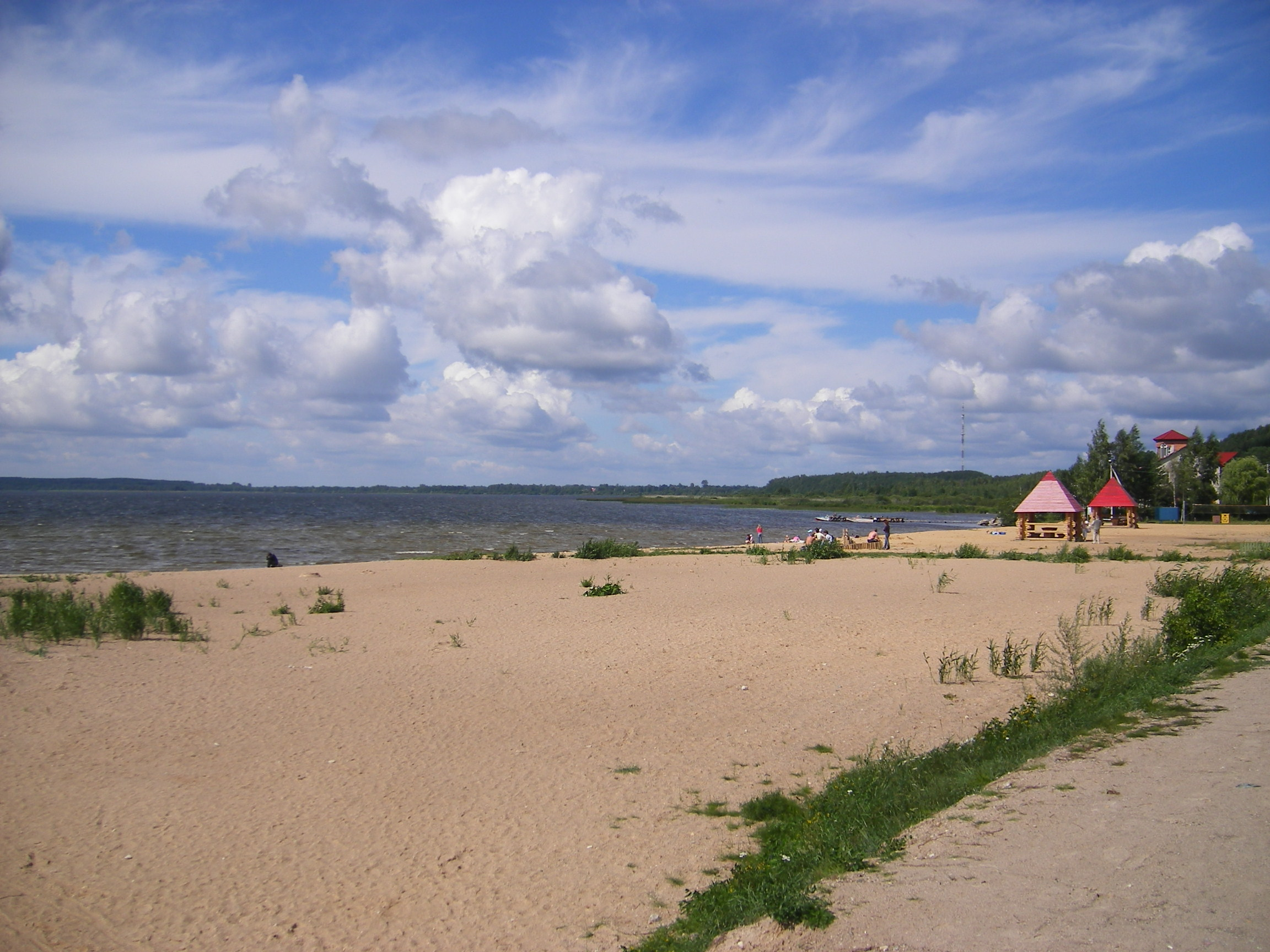
Дривяты
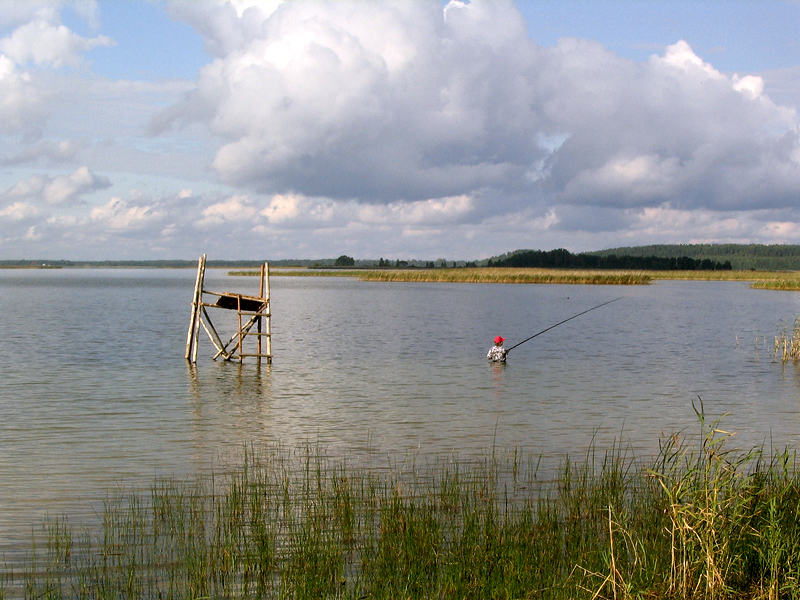
Снуды